# Lougountsi
Lougountsi (en macédonien Лугунци) est un village du centre de la Macédoine du Nord, situé dans la municipalité de Vélès. Le village comptait 10 habitants en 2002.

## Démographie
Lors du recensement de 2021, le village comptait aucun habitant 